# Кулинич Іван Маркович
Іван Маркович Кулинич (15 серпня 1924, с. Грушківка — 28 вересня 2002, м. Київ) — український і радянський історик, дослідник історії міжнародних відносин, доктор історичних наук (з 1970 року), професор (з 1975 року).

## Біографія
Народився 15 серпня 1924 року в селі Грушківці (тепер Кам'янського району Черкаської області) в селянській родині. Після закінчення сільської семирічної школи поступив до Смілянського механіко-технологічного технікуму. Під час окупації УРСР у роки німецько-радянської війни жив у рідному селі, а після відвоювання села військами Червоної армії у січні 1944 року був мобілізований. У червні 1944 року був тяжко поранений, втратив зір. Після тривалого лікування закінчив Ніжинську школу з підготовки сліпих інвалідів Великої вітчизняної війни для навчання у вузах і 1948 року став студентом історичного факультету Львівського університету, який з відзнакою закінчив у 1953 році.
У 1953–1957 роках — аспірант, у 1957–1958 роках — молодший науковий співробітник відділу загальної історії, у 1958–1963 роках — молодший науковий співробітник, старший науковий співробітник відділу історії країн народної демократії, у 1963–2002 роках — старший науковий співробітник, головний науковий співробітник відділів нової та новітньої історії зарубіжних країн, історії міжнародних зв'язків України, всесвітньої історії і міжнародних відносин Інституту історії України НАН України.
У 1958 році, під керівництвом доктора історичних наук В. Жебокрицького захистив кандидатську дисертацію на тему: «Становище і боротьба робітничого класу Болгарії на початку XX ст. (1907—1912 рр.)». У 1970 році захистив докторську дисертацію на тему: «Загарбницька політика німецького імперіалізму щодо України наприкінці ХІХ — на початку XX ст.».
Помер в Києві 28 вересня 2002 року. Похований у Києві.

## Наукова робота
Наукові дослідження пов'язані з проблемами історії Болгарії, Німеччини та міжнародних відносин. Він є автором понад 350 наукових і науково-популярних праць, у тому числі понад 20 колективних та індивідуальних монографій. Серед них:
- Економічні та культурні зв'язки Української РСР з Німецькою Демократичною Республікою (1949—1965). — Київ, 1996;
- Нариси з історії німецьких колоній в Україні. — Київ, 1995 (у співавторстві);
- Рабочий класс Германской Демократической Республики — ведущая сила в строительстве социалистического общества" (Київ, 1982);
- Київ і міста-побратими. — Київ, 1981;
- Траса братерського співробітництва. — Київ, 1980;
- Німецька Демократична Республіка в співдружності країн соціалізму (Київ, 1976);
- Перша на німецькій землі. — Київ, 1974;
- Українсько-німецькі історичні зв'язки. — Київ, 1969;
- Економічні та культурні зв'язки УРСР і НДР. — Київ, 1966;
- Україна в загарбницьких планах німецького імперіалізму (1900—1914). — Київ, 1963;
- Економічне співробітництво УРСР з країнами соціалізму. — Київ, 1962;
- Революційна діяльність німецької комуністичної групи «Спартак» на Україні 1918—1919 рр. (Київ, 1959).

Був науковим керівником 10 кандидатів історочних наук, членом Ради центру німецьких історичних досліджень при Інституті загальної історії РАН, Міжнародної асоціації дослідників історії і культурири російських німців (Москва), редколегій низки вітчизняних періодичних видань з історії.

## Відзнаки
Лауреат премії імені Д. З. Мануїльського АН УРСР (за 1976 рік), заслужений діяч науки УРСР (з 1984 року).
Нагороджений двома орденами Вітчизняної війни, орденом Червоного Прапора, орденом Трудового Червоного Прапора, 15 медалями.